# متیو هادسون-اسمیت
متیو هادسون-اسمیت (انگلیسی: Matthew Hudson-Smith؛ زادهٔ ۲۶ اکتبر ۱۹۹۴) دونده سرعت اهل بریتانیا است.